# چرخ‌ریسک تاب‌لانه زرد
چرخ‌ریسک تاب‌لانه زرد (نام علمی: Anthoscopus parvulus) نام یک گونه از تیره چرخ‌ریسک تاب‌لانه است.

## طبقه‌بندی
تیتر آونگ زرد به‌طور رسمی در سال ۱۸۶۴ توسط کاشف و پرنده‌شناس آلمانی تئودور فون هوگلین با نام دو جمله ای Aegithalus parvulus توصیف شد. این گونه در حال حاضر در جنس Anthoscopus قرار می‌گیرد که در سال ۱۸۵۱ توسط پرنده‌شناس آلمانی Jean Cabanis معرفی شد.[۴][۵] نام جنس ترکیبی از واژه یونانی باستان anthos به معنای "شکوفه" یا "گل" با skopos به معنای "جستجوگر" است. لقب خاص parvulus لاتین به معنای "بسیار کوچک" است (تقلیل parvus به معنای "کوچک"). تیتر آونگ زرد توسط برخی به عنوان یک گونه در نظر گرفته می‌شود زیرا هیچ گونه زیرگونه ای به وضوح قابل تشخیص نیست. محدوده برخی از زیرگونه‌های پیشنهادی به‌طور گسترده‌ای جدا هستند.
A. parvulus senegalensis (Grote، ۱۹۲۴) بر اساس نمونه ای به دست آمده توسط ویکتور پلانچات از سنت لوئیس، سنگال توصیف شده است.

## توضیحات
طول کلی آونگ زرد حدود ۸ سانتی‌متر (۳٫۱ اینچ) و وزن آن ۶ تا ۸ گرم (۰٫۲۱–۰٫۲۸ اونس) است. در بالا زرد مایل به زیتونی با قسمت زیرین زرد روشن و یک نوار مایل به خاکستری مات از طریق چشم است. بال بالایی قهوه ای با پرهایی با لبه‌های زرد است. لبه‌های اولیه با رنگ سفید مایل به سفید پوشانده شده است که یک صفحه بال سفید مایل به باریک ایجاد می‌کند. دم قهوه ای است. این پرنده دارای نوک نوک مخروطی شکل و پاهای قوی است. جنسیت‌ها شبیه هم هستند.